# Siam Chemicals
The Siam Chemicals Public Co. Ltd. (SCC; thailändisch บริษัท สยามเฆมี จำกัด (มหาชน), RTGS Borisat Sayam Khemi Chamkat (Mahachon)) produziert und vertreibt Chemikalien, Kunstdünger und Schmiermittel und stellt großtechnisch Grundchemikalien wie Schwefelsäure und Salzsäure sowie verschiedene Basen und Salze für die thailändische Industrie her.

## Geschichte
Das Unternehmen wurde als The Siam Chemicals Company Limited 1959 von Chang Ratanarat (จ่าง รัตนะรัต) und einer Gruppe von Wissenschaftlern, Ingenieuren und Geschäftsleuten gegründet. Chang Ratanarat hatte zuvor in Deutschland studiert und hatte die Vision, Thailand unabhängig vom Import von wichtigen Chemikalien, Grunderzeugnissen und Grundwerkstoffen zu machen. Er wollte der erste thailändische Hersteller von Schwefelsäure und Kunstdünger werden und begann 1960 mit der Herstellung von Schwefelsäure.
Eine moderne Anlage zur Massenproduktion von Schwefelsäure wurde 1966 fertiggestellt. Sie arbeitete als erste Anlage in Südostasien nach dem Doppelkontaktverfahren. Andere Chemieprodukte waren Lachgas und Alaun. The Siam Chemicals Company Limited war 1968 die erste Chemiefabrik in Thailand, die Kunstdünger herstellte, der unter dem Markennamen Three Nagas vertrieben wurde. Der Bau der Schiffanlegestelle Wharf 5C am Chao Phraya Fluss wurde 1971 fertiggestellt und mit Lagerhäusern und einer Tankfarm erschlossen. Als erstes thailändisches Unternehmen produzierte man ab 1983 Schmieröl für die Petroleum Authority of Thailand (PTT).
Das Unternehmen wurde 1994 mit einem genehmigten Kapital von 200 Millionen Baht als Aktiengesellschaft registriert. Es wird von Chira Ratanarat, dem Sohn des Firmengründers, geleitet, nachdem dieser in Stuttgart ein Automobilbaustudium abgeschlossen hatte. Das Kapital vervierfachte sich bis 2009 schnell auf 800 Millionen Baht. Ab 1995 gab es eine Tankfarm für das Verladen von Flüssigkeiten vom Schiff auf Lastwagen, in denen Kraftstoffe und Lösungsmittel gelagert und in Fässer für den Überlandtransport abgefüllt werden konnten. Ab 1996 handelte man als zertifizierter Ölimporteur mit Öl in einer exklusiven Zusammenarbeit mit National Petroleum of Kuwait Plc und Hyundai Global Oil Co., Korea. Im Jahr 1997 wurde das chemieanalytische Labor der Firmengruppe beim Industrieministerium registriert, um Abwasser und in Wasser gelöste Schadstoffe zu analysieren und diese Dienstleistungen auch anderen Firmen in Samut Prakan anzubieten. Ein CNC-Bearbeitungszentrum wurde 2009 installiert, um Sonderanfertigungen von Ersatzteilen herzustellen.
Für Januar 2010 wurde das genehmigte Kapital der SCC mit 800 Millionen Baht angegeben. Die S-Chem Group wurde 2010 von Siam Fine Chemicals Co. Ltd, SFS Aviation Co., Ltd, Southern Oxygen Co. Ltd., ChiraTech Maxima Research Group und der Phoenix Petroleum Co., Ltd. als Firmengruppe unter einem gemeinsamen Management gegründet. Die industrielle Anwendung von Forschungsergebnissen wurde ab 2012 im industriellen Maßstab implementiert, z. B. bei der Konstruktion, der Inbetriebnahme und dem Betrieb von Mischanlagen, mit denen Öle und Schmierstoffe hergestellt werden können. Die Forschung fokussiert sich auf Ethanoltreibstoffe, Ethanolschmierstoffe und die dafür erforderlichen Motormodifikationen.
Das Ölgeschäft wurde 2013 erweitert. Das Unternehmen ist jetzt einer von Thailands größten Schmiermittelherstellern. Es produziert monatlich 5 Millionen Liter von mehr als 60 Markenprodukten mit dem Plan, die Menge bis 2016 auf 10 Millionen Liter zu verdoppeln.

## Firmen in der Gruppe

### The Siam Fine Chemicals
The Siam Fine Chemicals stellt Maschinenöle und Industrieöle her und handelt mit Rohöl und Lösungsmitteln. Das Unternehmen hat dafür zahlreiche Öltanks und Lagerhäuser. Es bietet außerdem moderne Laboruntersuchungen an, einschließlich Karl-Fischer-Titration, FTIR-Spektroskopie and Röntgenfluoreszenzanalysen.

### SFS Aviation
SFS Aviation bietet der Öl- und Gasindustrie risikoarme und kosteneffiziente Helikopterflüge zum Si-Chang Island Deep Sea Oil Terminal an. Das Unternehmen wurde 1990 von Chira Ratanarat, einem Helikopterpiloten mit über 1000 Flugstunden, als Teil der Siam Chemicals Firmengruppe gegründet.
Das Unternehmen war der erste zivile Helikopterservice in Thailand und hat mehr als 20 Jahre Erfahrung mit zwei BK 117 ohne nennenswerte Zwischenfälle. Die Firma besitzt und betreibt zwei MBB/Kawasaki BK 117, drei Sikorsky S76C+ und drei AgustaWestland AW139. Sie hat zwei Standorte in Thailand: Am Flughafen Bangkok-Don Mueang in Bangkok und in Songkhla.

### The Southern Oxygen Company Ltd. (SOC)
Die Southern Oxygen Company Ltd. wurde 1966 in Thung Song mit einem registrierten Kapital von 2 Millionen Baht gegründet und hat nun ein registriertes Kapital von 50 Millionen Baht. Sie produziert Sauerstoff für Industrieanwendungen in Südthailand. Sie produziert eine Vielzahl von Gasen für Krankenhäuser und medizinische Anwendungen, einschließlich Sauerstoff, Argon, Lachgas, Stickstoff und Tetrafluorethan als Kältemittel für Klimaanlagen und füllt diese in Gasflaschen ab. Sie hat Grundstücke in Nakhon Si Thammarat und Surat Thani erworben und produziert großtechnisch Kunstdünger in der Phayao-Provinz.